# Orthogonia serella
Orthogonia serella là một loài bướm đêm trong họ Noctuidae.